# Sikorsky CH-53 Sea Stallion
CH-53 Sea Stallion je najčešći naziv za Sikorsky S-65 obitelj helikoptera za teški transport. Izvorno razvijen za potrebe Marinskog korpusa SAD-a, također je u službi u Njemačkoj, Iranu, Izraelu, Meksiku, te kao MH-53 Pave Low u Američkoj kopnenoj vojsci. Američko ratno zrakoplovstvo je koristio također HH-53 "Super Jolly Green Giant" potkraj i nakon Vijetnamskog rata.
Po dimenzijama sličan je helikopteru CH-53E Super Stallion, poboljšanoj verzije Sikorskyeve oznake S-80E. Njegov treći motor čini ga snažnijim od Sea Stalliona, kojeg ga je zamijenio u zadaćama prijevoza teškog tereta.

## Tehničke karakteristike (CH-53D)
Osnovne karakteristike
- posada: 2 pilota
- kapacitet: 37 vojnika ili 24 nosila
- dužina: 26,97 m
- promjer rotora: 22,01 m
- visina: 7,6 m

Letne karakteristike
- najveća brzina: 315 km/h
- ekonomska brzina: 278 km/h
- dolet: 1.000 km
- brzina penjanja: 12,5 m/s
- najveća visina leta: 5.106 m
- motor: 2× General Electric T64-GE-413 turboosovinska motora

## Vanjske poveznice
|  | Zajednički poslužitelj ima stranicu o temi CH-53 |